# Bodrogolaszi
Bodrogolaszi település Borsod-Abaúj-Zemplén vármegye Sárospataki járásában.

## Fekvése
A Bodrog partján fekszik, a vármegye székhelyétől, Miskolctól mintegy 75 kilométerre keletre, Sárospatak délnyugati szomszédságában. Ez utóbbi városon felül mindössze három települési szomszédja van: délnyugat felől Sárazsadánnyal, északnyugat felől pedig Tolcsvával, illetve Komlóskával határos.

### Megközelítése
Legfontosabb közúti megközelítési útvonala az ország távolabbi részei felől a 37-es főút, mely a lakott területeitől pár száz méterre északra halad el; központján a 3801-es út húzódik végig.
A hazai vasútvonalak közül a Hatvan–Miskolc–Szerencs–Sátoraljaújhely-vasútvonal érinti, melynek itt egy megállási pontja van; Bodrogolaszi megállóhely közvetlenül a 3801-es út vasúti keresztezése mellett helyezkedik el.

## Története
A települést 1244-ben említik először, amikor IV. Béla olasz vincelléreket telepített ide, de templomát már 1201-ben is említették.  1404-ben a Perényi család birtokai közé tartozott, de 1444-ben rajtuk kívül a Pálócziaknak is volt itt birtokuk, majd 1504-ben Perényi Imre a maga birtokrészét a terebesi pálosoknak adományozta. A középkorban mezőváros volt, különféle szabadalmakkal és vásártartási engedéllyel felruházva.
A török megszállás idején elpusztult, 1567-ben a törököktől elpusztított helységként vették fel az adólajstromba, később azonban újra felépült. Előbb Nagy Balázst, 1581-ben Bárczy Pált, 1592-ben pedig Feőldy Pált iktatták be egyes részeibe, 1598-ban pedig a terebesi pálosok szerepelnek ismét birtokosaiként. 1606-ban Olaszit Bocskai István foglalta el, de 1610-ben a pálosok visszakapták, majd 1651-ben az újhelyi pálosok vették át a terebesi pálosok birtokait; közöttük Olaszit is, majd 1786 után a vallásalapé lett. 1739-ben pestisjárvány pusztított a községben, mely a falu 201 lakosának a halálát okozta.
A 19. században a Lónyay család birtoka lett; 1808-ban Lónyay Gábor, az 1900-as évek elején pedig gróf Lónyay Elemér és neje Stefánia főhercegnő volt a birtokosa, akinek itt szép kastélya volt, melyet Lónyai Elemér atyja: Lónyay Ödön, az 1860-as években építtetett. A kastélyt egykor díszes park vette körül. Miután a család kihalt, az egyház, pontosabban a Pannonhalmi apátság örökölte a kastélyt, és az azt övező területet. A 80-as években kollégiumként működött az épület. A Pannonhalmi Főapátság 2007.12.05-én a Magyar Katolikus Egyház belső jogi személyeként működő Chemin Neuf Közösségre bízta a területet hitéleti és lelkipásztori célok megvalósítására.
A település határában fekvő Csókfölde nevezetű dűlőhöz egy monda fűződik; mely szerint a területet Báthory Zsófia, a pataki nagyasszony, egy csókért adományozta az újhelyi pálos-atyáknak. Szarkakút néven - egy gyógyvizű forrás is található volt itt, amelynek vizét köszvény ellen használták.
A 20. század elején elején Zemplén vármegye Tokaji járásához tartozott.
1910-ben 1175 lakosából 1166 magyar volt. Ebből 423 római katolikus, 273 görögkatolikus, 437 református volt.

## Közélete

### Polgármesterei
- 1990–1994: Durbák József (független)[3]
- 1994–1998: Durbák József (független)[4]
- 1998–2002: Durbák József (független)[5]
- 2002–2006: Tölgyesi István (független)[6]
- 2006–2010: Kovács József (független)[7]
- 2010–2014: Kovács József (független)[8]
- 2014–2019: Kovács József (független)[9]
- 2019–2024: Kovács József (független)[10]
- 2024– : Tölgyesi István (független)[1]

## Népesség
A település népességének változása:
| Lakosok száma | 928  | 934  | 917  | 845  | 810  | 815  | 807  |
|               | 2013 | 2014 | 2015 | 2021 | 2022 | 2023 | 2024 |

A 2001-es népszámlálás adatai szerint a településnek csak magyar lakossága volt.
A 2011-es népszámlálás során a lakosok 88,3%-a magyarnak, 0,4% cigánynak, 0,2% németnek, 0,3% ukránnak mondta magát (11,7% nem nyilatkozott; a kettős identitások miatt a végösszeg nagyobb lehet 100%-nál). A vallási megoszlás a következő volt: római katolikus 32,8%, református 21,2%, görögkatolikus 14,8%, felekezeten kívüli 3,1% (24,2% nem válaszolt).
2022-ben a lakosság 93,2%-a vallotta magát magyarnak, 0,4% cigánynak, 0,1-0,1% románnak, ruszinnak és szlováknak, 1% egyéb, nem hazai nemzetiségűnek (6,8% nem nyilatkozott; a kettős identitások miatt a végösszeg nagyobb lehet 100%-nál). Vallásuk szerint 24,4% volt római katolikus, 16,9% református, 16% görög katolikus, 3% egyéb keresztény, 0,1% evangélikus, 4,6% felekezeten kívüli (34,7% nem válaszolt).

## Képek

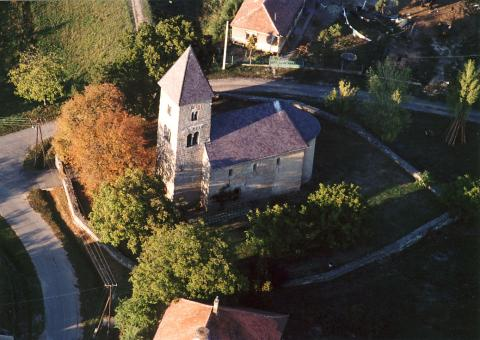
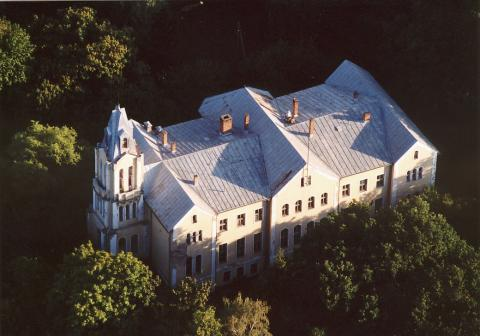

## Látnivalók
- Lónyay-kastély
- Középkori templom